# Санта Рита (Монтана)
Санта Рита (енгл. Santa Rita) насељено је место без административног статуса у америчкој савезној држави Монтана.

## Демографија
По попису из 2010. године број становника је 113.
| Група             | 2000.    | 2010.      |
| Белци             | 0 (0,0%) | 95 (84,1%) |
| Афроамериканци    | 0 (0,0%) | 0 (0,0%)   |
| Азијати           | 0 (0,0%) | 0 (0,0%)   |
| Хиспаноамериканци | 0 (0,0%) | 0 (0,0%)   |
| Укупно            | 0        | 113        |